# Janusz Kapusta

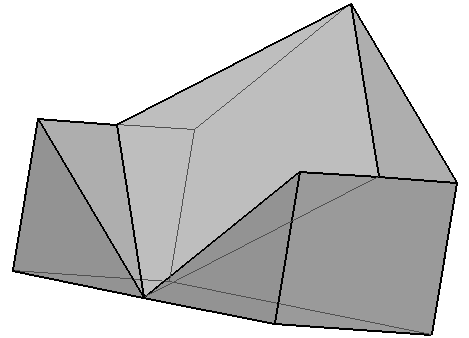
K-dron

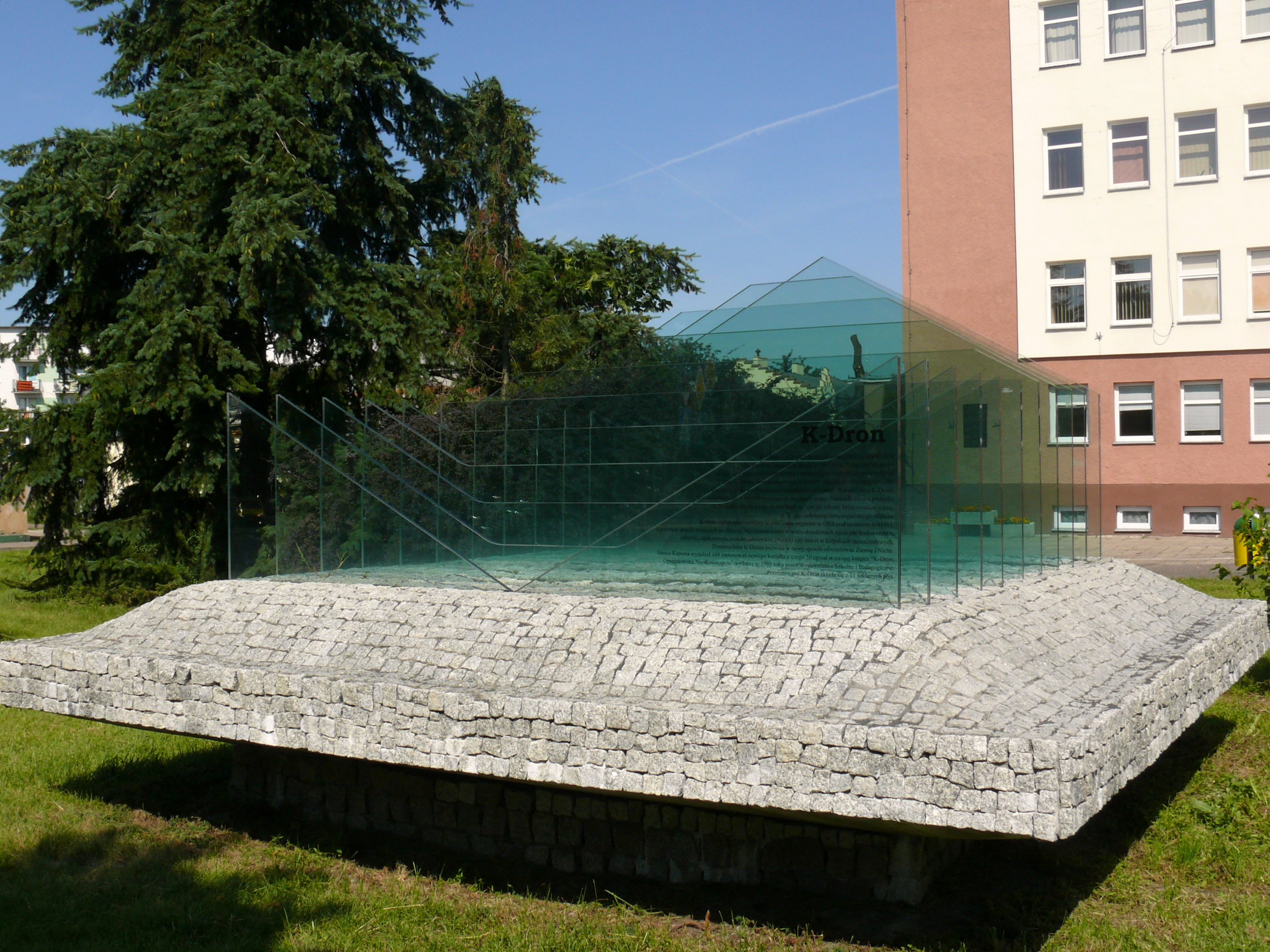
K-dron, pomnik w Kole

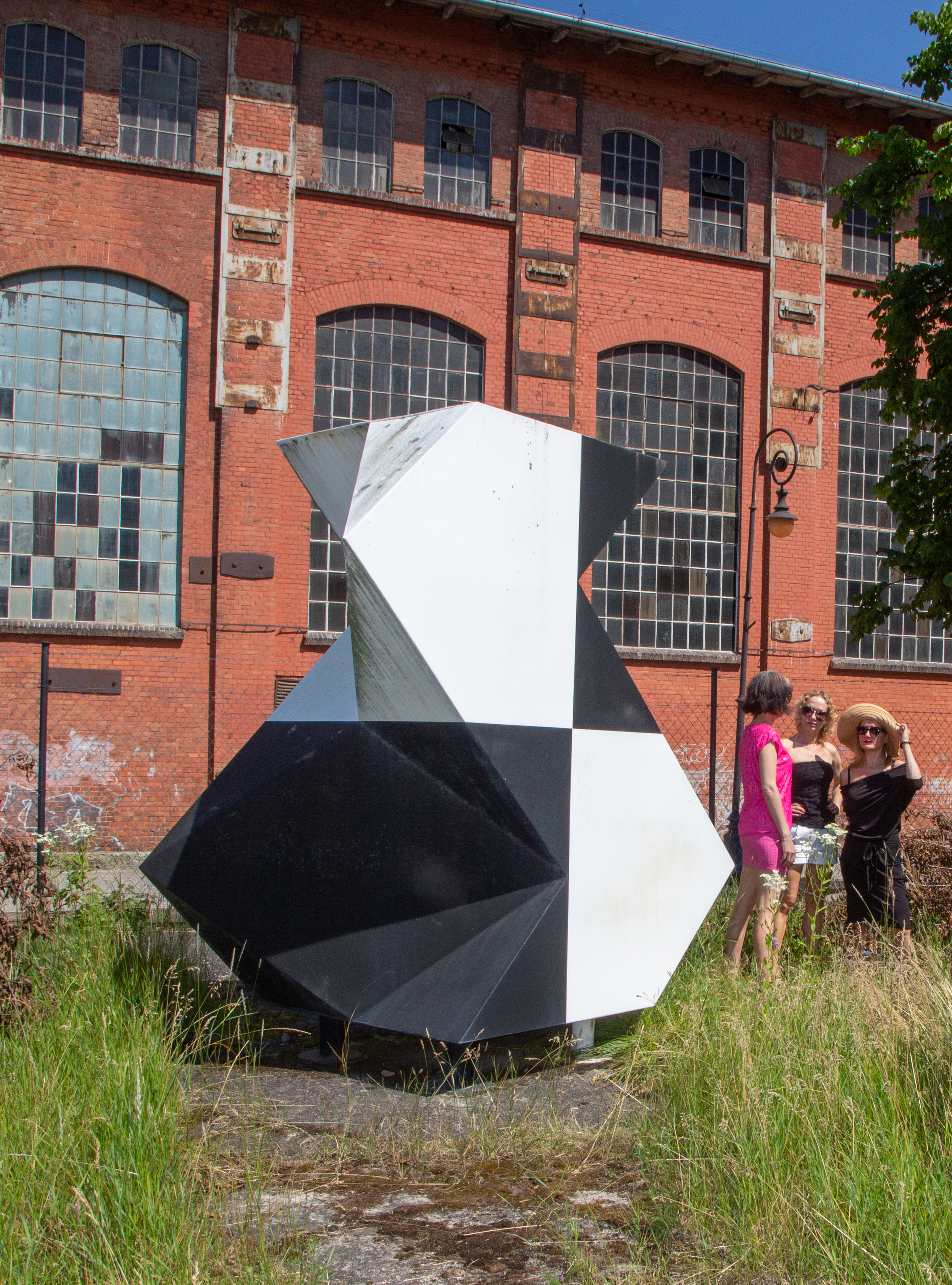
Rzeźba K-dron, Elbląg, 2012

Janusz Józef Kapusta (ur. 15 października 1951 w Zalesiu) – polski rysownik, malarz i scenograf. Kawaler Orderu Orła Białego.

## Życiorys
Urodził się w rodzinie Michała, rolnika, i Marii, krawcowej. Ukończył 7-klasową szkołę podstawową w Dąbiu, następnie w 1970 Liceum Plastyczne im. Piotra Potworowskiego w Poznaniu. Studiował w Akademii Sztuk Pięknych w Poznaniu, a następnie na Wydziale Architektury Politechniki Warszawskiej. Studiował również filozofię w Akademii Teologii Katolickiej w Warszawie. W latach studenckich publikował swoje rysunki m.in. w „Szpilkach”, „Radarze”, „Itd”, „Forum”, „Literaturze” oraz w prasie francuskiej i niemieckiej.
Od 1981 mieszka w Nowym Jorku. Współpracuje z takimi pismami jak „The New York Times”, „The Wall Street Journal”, „The Washington Post”, „The Boston Globe”, „Graphis”, „Print” i „Rzeczpospolita”.
Specjalizuje się w małych formach graficznych, plakatach, ilustracjach do magazynów i książek. W 1985 wynalazł nową figurę geometryczną – jedenastościenną bryłę, nazwaną przez siebie K-dron. W 2004 opublikował swoje odkrycie, w którym po raz pierwszy w historii udało mu się połączyć złoty i srebrny podział w jednej geometrycznej konstrukcji.
30 maja 2009 w Kole odsłonięto pomnik odkrytej przez Janusza Kapustę bryły – K-dronu, a 30 września 2013 zrobiono to w Wolsztynie. W roku 2012 rzeźba K-dronu stanęła w Elblągu na dziedzińcu Galerii El.
W latach 2004–2007 jako Visiting Profesor współpracował z Wyższą Szkołą Sztuk Wizualnych i Nowych Mediów w Warszawie. W listopadzie 2010 uzyskał na Akademii Sztuk Pięknych w Warszawie stopień naukowy doktora.
Wszedł w skład komitetu wspierającego kandydaturę Karola Nawrockiego na prezydenta RP w wyborach w 2025. 3 maja 2025 r. odznaczony orderem Orła Białego przez prezydenta RP Andrzeja Dudę.

## Publikacje
- Almost Everybody, Wiliam Morrow, Nowy Jork,1984.
- Kapusta w New York Times, Wydawnictwa Artystyczne i Filmowe i Ars Polona, 1995.
- K-dron, opatentowana nieskończoność, Wydawnictwa Szkolne i Pedagogiczne, 1995.
- Plus, Minus, Podręcznik do myślenia, Zysk i S-ka, 2014.

## Odznaczenia i wyróżnienia
- Order Orła Białego (2025)[12][13]
- Odznaka honorowa „Zasłużony dla Kultury Polskiej” (2009)[3]
- tytuł Honorowego Obywatela Miasta Koła (2009)[14]
- tytuł Honorowego Obywatela Miasta Dąbia (2011)[1]
- Medal 75-lecia Misji Jana Karskiego (2017)

## Nagrody
- Nagroda im. Alfreda Jurzykowskiego w dziedzinie sztuk pięknych (1998)
- Grand Prix na międzynarodowym konkursie w Ankarze upamiętniającym 80. rocznicę Republiki Tureckiej (2004)
- I nagroda w Sintrze (Portugalia) za najlepszy rysunek prasowy opublikowany na świecie w poprzednim roku (rysunek opublikowany w „Rzeczpospolitej”) (2005)
- I nagroda na międzynarodowym biennale rysunku prasowego w Teheranie za rysunek opublikowany w „Rzeczpospolitej” (2005)
- wpis do Złotej Księgi Absolwentów Politechniki Warszawskiej (2015)[15]
- Medal Politechniki Warszawskiej (2016)[15]
- Nagroda Specjalna i członkostwo honorowe Stowarzyszenia Autorów ZAiKS (2019)[16]
- Doroczna Nagroda Ministra Kultury i Dziedzictwa Narodowego w dziedzinie sztuk plastycznych (2019)[3]
- Nagroda im. Lecha Kaczyńskiego (2023)[17][3]